# Emilio Moretti
Emilio Carlo Moretti (Alessandria, 4 aprile 1896 – ...) è stato un calciatore italiano, di ruolo centrocampista.

## Carriera
Cresciuto nella Forza e Concordia di Alessandria, passa poi alla neonata Alessandria, con cui milita ininterrottamente dal 1912 al 1921 con l'unica eccezione di una stagione nel Torino. Con la formazione granata partecipa alla Coppa Piemonte, disputata nel 1916 in sostituzione del campionato sospeso per motivi bellici.
Dopo la guerra riprende l'attività nell'Alessandria, pur disputando alcune partite amichevoli con il Piacenza, insieme a numerosi altri calciatori alessandrini che si erano trasferiti nella città emiliana per motivi di studio. Nel 1921 passa all'Inter, con cui disputa solo tre partite, e quindi fa rientro all'Alessandria per le sue due ultime stagioni agonistiche.

## Statistiche

### Presenze e reti nei club
| Stagione           | Squadra            | Campionato         | Campionato | Campionato | Altre coppe    | Altre coppe | Altre coppe | Totale | Totale |
| Stagione           | Squadra            | Comp               | Pres       | Reti       | Comp           | Pres        | Reti        | Pres   | Reti   |
| ------------------ | ------------------ | ------------------ | ---------- | ---------- | -------------- | ----------- | ----------- | ------ | ------ |
| 1913-1914          | Alessandria        | Prima Categoria    | 9          | 2          | -              | -           | -           | 9      | 2      |
| 1914-1915          | Alessandria        | Prima Categoria    | 1          | 0          | -              | -           | -           | 1      | 0      |
| 1916-1917          | Torino             | -                  | -          | -          | Coppa Piemonte | 2           | 0           | 2      | 0      |
| 1919               | Alessandria        | -                  | -          | -          | Coppa Brezzi   | 2           | 0           | 2      | 0      |
| 1919-1920          | Alessandria        | Prima Categoria    | 8+4        | 0          | -              | -           | -           | 12     | 0      |
| 1920-1921          | Alessandria        | Prima Categoria    | 8+6        | 0          | -              | -           | -           | 14     | 0      |
| 1921-1922          | Inter              | Prima Categoria    | 3          | 0          | -              | -           | -           | 3      | 0      |
| 1922-1923          | Alessandria        | Prima Divisione    | 9          | 0          | -              | -           | -           | 9      | 0      |
| 1923-1924          | Alessandria        | Prima Divisione    | 3          | 0          | -              | -           | -           | 3      | 0      |
| Totale Alessandria | Totale Alessandria | Totale Alessandria | 38+10      | 2          | -              | -           | -           | 48     | 2      |
| Totale carriera    | Totale carriera    | Totale carriera    | 51         | 2          | -              | 4           | 0           | 55     | 2      |

## Palmarès
- Coppa Piemonte: 1

Torino: 1916-1917